# 沙氏䲗
沙氏䲗（学名：Callionymus schaapi）为䲗科䲗屬的鱼类，俗名薛氏倒钩䲗鱼、薛氏鼠䲗鱼。分布于印度至菲律宾、台湾岛以及中国南海、东海南部等海域。该物种的模式产地在Banka。